# Alfred Formey

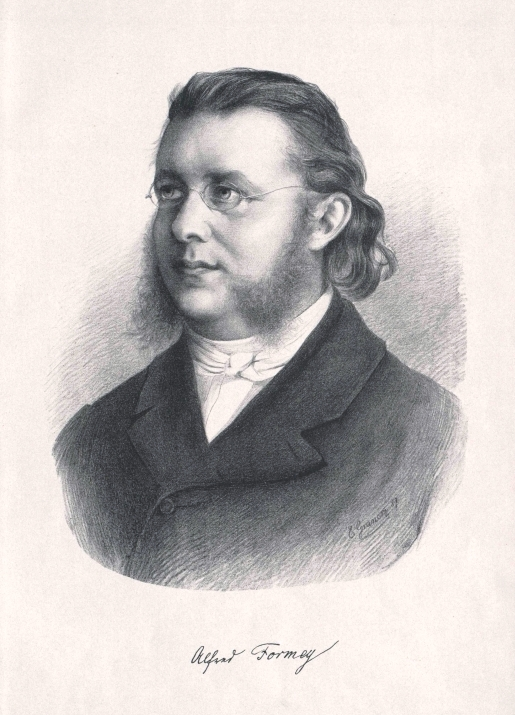
Alfred Formey

Alfred Formey; Pseudonym: Emil Schlicht (* 21. Juli 1844 in Dessau; † 25. Juni 1901 in Nagy-Bélicz) war ein deutscher evangelischer Geistlicher und Dichter.
Alfred Formey studierte in Berlin und Leipzig Theologie und ging 1873 als Prediger nach Chile. 1876 wurde er Vikar und zwei Jahre später Pfarrer der evangelischen Gemeinde A.B. in Wien. Er gehörte der konservativen Gesellschaft für Literatur „Iduna“ an.
Zum Bekanntenkreis Formeys in Wien zählten u. a. Rudolf Steiner, Fritz Lemmermayer, Christine Hebbel und Emil Marriot.
Alfred Formey wurde auf dem Evangelischen Friedhof Matzleinsdorf (Gruft 14) begraben. Sein Grabmal zeigt ihn auf der Kanzel stehend.

## Werke
- Himmelan! (Gedichte), 1872
- Nach Hause! (Gedichte), 1875
- Aus Wald und Wogen (Gedichte), 1884
- Auf stillen Höhen (Gedichte), 1885
- Strandgut des Herzens (Gedichte), 1888
- Die Rosentalerin (Operntext), 1897
- Die Kriegsgefangene (Operntext), 1898 (Komponist Carl Goldmark)